# Soca

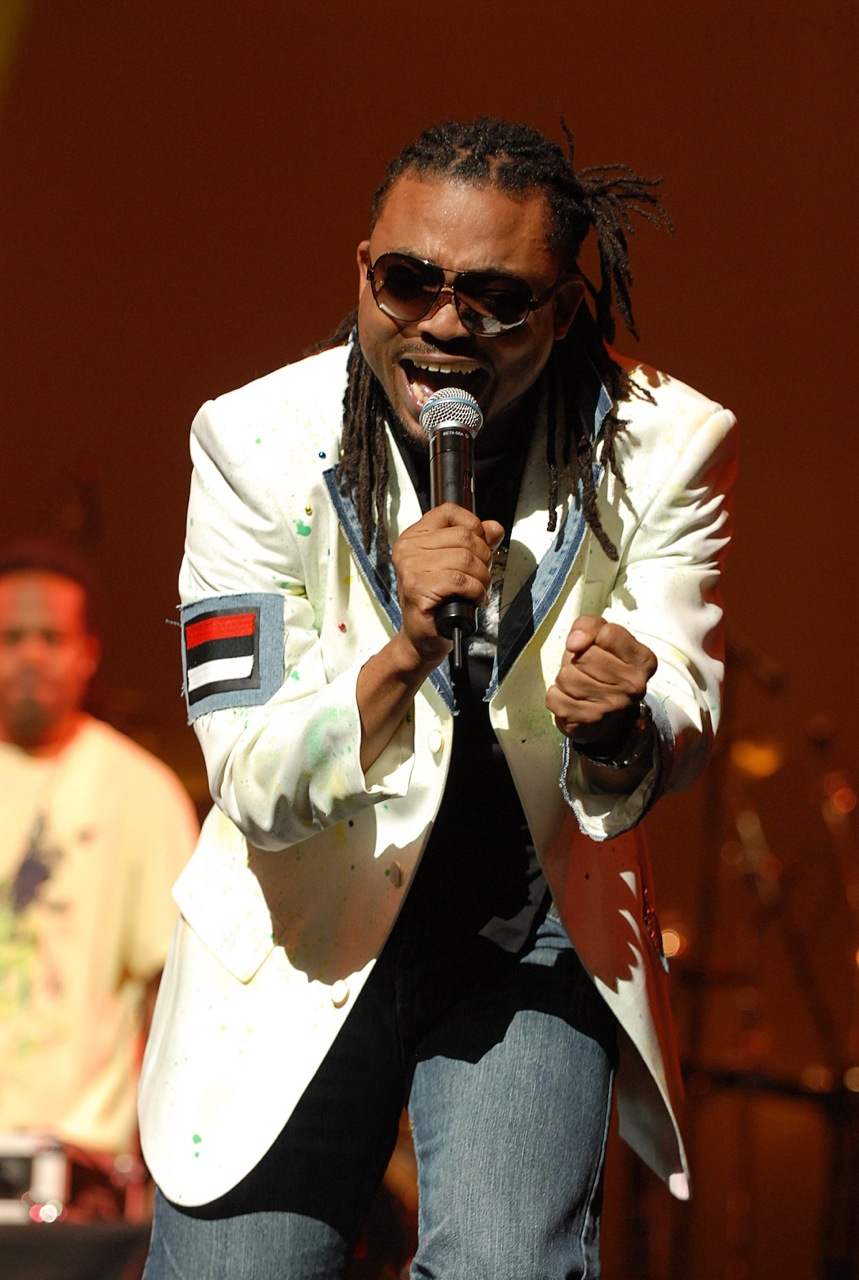
Machel Montano, en framgångsrik musiker inom soca.

Soca är en musikstil från Trinidad. Den är en vidareutveckling av calypson, och namnet kommer från en sammanslagning av de inledande bokstäverna i soul och calypso.
Socamusikens fader sägs vara Lord Shorty, och några av de största socaartisterna är Mighty Sparrow, Iwer George, Super Blue, Machel Montano och Allison Hinds. 
Socan uppstod i slutet av 1970-talet och fick sitt traditionella sound på 80- och 90-talet, men först på 2000-talet har musiken förändras till att bli mer popinfluerad.
Ett traditionellt socaband brukar innehålla en brass-sektion, en elbas, en elgitarr, trummor och percussion, sångare och en synthesizer eller keyboard.
Brasset får ofta mycket tid och brukar ofta spela s.k. call-and-response med synthen.
En typ av kobjällra brukar ligga i 16-delarna som rytm, och basen brukar spela funkinspirerade repeterande gångar. Elgitarren brukar spela rena och funkinspirerade diskantackord.
Sången brukar ofta besvaras av brasset.
2000-talets soca brukar vara mer popinfluerad och mer uppbyggd av synthar, och brukar föredras av yngre lyssnare, medan den traditionella socan lyssnas av mer traditionella lyssnare.
40 procent av Trinidads befolkning har indiska rötter. Den indiskinfluerade varianten av soca kallas för chutney. Bland de mest kända chutneyartisterna finns Sundar Popo och Drupatee.
Traditionella socaartister och band är bl.a. Arrow, Byron Lee & The Dragonaires och Baron, medan den nyare socans artister är Machel Montano, Krosfyah, Kevin Lyttle med flera.
Karnevaler med denna musik förekommer bland annat i  London, Toronto, Miami, Barbados och förstås i Port of Spain, Trinidad.
Vid varje års Trinidadkarneval utses en låt till årets Road March. 2007 års Road March var Machel Montanos Jumbie.